# Richard Griese
Richard Griese (27 ottobre 1930 – 16 marzo 2016) è stato un cestista e pallamanista tedesco.

## Carriera
Ha partecipato a tre edizioni dei campionati europei (1953, 1955, 1957).